# Château de Lauresse
Le château de Lauresse est un édifice situé sur le territoire de la commune de Lombron, dans la province historique du Maine, en France.

## Localisation
Le monument est situé dans le département français de la Sarthe, à 1 km au sud-est du bourg de Lombron.

## Historique
Construit vers 1670, selon les délibérations communales de 1810. Cette année là, il appartenait aux M.S GUILLOIS marchand au Mans. "Il n'y a aucun tableau, ni rien de remarquable. Aucune abbaye" http://archives.sarthe.fr/ark:/13339/s00586a3566c6578/586e62a292620 (Vue 38)

## Architecture
Les façades et les toitures du château et ses deux pavillons d'entrée sur la cour d'honneur sont inscrits au titre des Monuments historiques depuis le 2 mars 1970.